# Kisik
Kisik je kemijski element atomskog (rednog) broja 8 i atomske mase 15,9994(3). U periodnom sustavu elemenata predstavlja ga simbol O.
Na sobnoj temperaturi kisik je bezbojan plin, bez okusa i mirisa, teži od zraka. Ne gori, ali podržava gorenje, te je kemijski vrlo aktivan. Sniženjem temperature može se ukapljivati (tzv. "tekući kisik"), pa čak i prijeći u čvrsto stanje, pri čemu postaje plavičasto obojen. U čvrstom stanju tvori jednostavnu kubičnu kristalnu rešetku. U vodi je slabo topljiv, ali ipak dovoljno za opstanak života u vodi. Topljivost kisika se smanjuje povišenjem temperature.

## Povijest
Kisik su krajem 18. stoljeća otkrili, neovisno jedan o drugome, švedski ljekarnik Scheele i Joseph Priestly. Pravo objašnjenje i značenje njihovog otkrića dao je 1779. godine Antoine Laurent de Lavoisier. Lavoisier je ustanovio da se zrak sastoji od dvaju plinova čiji je omjer 1:4 i koje je nazvao oxygen i azot. Dokazao je da su reakcije gorenja, disanja i hrđanja u biti istovrsne reakcije - reakcije oksidacije.
Lavoisier je plin iz originalnog naziva 'vitalni zrak' preimenovao u oxygène 1777. prema grčkom korijenu ὀξύς (oxys) (kiselina, doslovno "oštro," prema okusu kiseline) i -γενής (-genēs) (stvaralac), jer je greškom smatrao da je kisik sastavni dio svih kiselina. Kemičari su naknadno dokazali da je Lavoisier bio u krivu (zapravo je vodik taj koji čini osnovu kiselosti), ali tada je već bilo kasno i ime je ostalo u upotrebi. Hrvatski naziv skovao je jezikoslovac Bogoslav Šulek prema riječi kiselo.

## Svojstva
Javila se u molekularnom obliku kao spoj dva atoma kisika, (kada se građa molekule obilježava s O2) i kao spoj tri atoma kisika, (kada se molekula obilježava s O3). Molekula O3 naziva se ozon i ključni je dio Zemljine atmosfere. Oksidacijski su mu brojevi: -II, -I, -I/II, (II). Kisik može imati pozitivan oksidacijski broj (II) ako se veže s elektronegativnijim fluorom kao u OF2.

Gustoća (25°C)/(g/cm3) mu je 1,4 x 10-3.

Koeficijent elektronegativnosti mu je 3,5.

E°(O2 + 4H+ + 4e- --> 2H2O = 1,23 V
Kisik se u elementarnom stanju nalazi u obliku dvoatomnih molekula. Uobičajeno je da se struktura molekule kisika prikazuje dvostrukom kovalentnom vezom prema kojoj su svi elektroni u molekuli spareni, iz čega proizlazi da bi molekula kisika trebala biti dijamagnetična. Pokusima je, međutim, utvrđeno da molekula kisika ima paramagnetična svojstva, što ukazuje na nesparene elektrone (takva se struktura može objasniti teorijom molekulskih orbitala).
Prije tri do četiri milijarde godina u Zemljinoj atmosferi gotovo da i nije bilo kisika. Ona se uglavnom sastojala od amonijaka, metana i vodene pare. Pretpostavlja se da je tek procesom fotosinteze i fotokemijskim raspadom vodene pare, prije oko dvije milijarde godina, počela rasti količina elementarnog kisika u atmosferi. Kisik nije samo životni eliksir, već je jednako važan, često i nezamjenjiv, sastojak u raznim tehnološkim procesima i znanstveno-istraživačkim postupcima.

Kisik izgrađuje stijene na Mjesecu, gdje mu je maseni udio 43 %. Kisik je po rasprostranjenosti treći kemijski element u Svemiru (iza vodika i helija), drugi na planetu Zemlja (iza željeza), a prvi u Zemljinoj kori. Danas je volumni udio elementarnog kisika u atmosferi 21 %. U Zemljinoj je kori (50 %) vezan u različitim spojevima, najviše u silikatima, karbonatima i oksidima. Najrasprostranjeniji spoj kisika na Zemlji je voda, a u sustavu organskih molekula čini uz ugljik, vodik i dušik veći dio mase svih živih bića.
Maseni je udio elemenata u ljudskom tijelu:
- kisik 61,4 %
- ugljik 19,4 %
- vodik 8,9 %
- dušik 5,0 %
- natrij 2,4 %
- kalcij 1,3 %
- ostali elementi 1,6 %.

Kratkotrajno udisanje čistog kisika nije štetno, ali duže udisanje šteti organizmu.

## Ozon u prirodi i njegovo dobivanje (stvaranje)
Ozon je plavkasti plin karakterističnog prodornog mirisa, koji je jako oksidacijsko sredstvo, zbog čega se pare alkohola zapale. Dobio je ime po grč. riječi ozein, što znači; onaj koji miriše. Kisik se u prirodi, osim u obliku dvoatomne molekule, javlja i kao troatomna molekula O3. Kisik (O2) i ozon (O3) su alotropske modifikacije kisika.

Ozon je alotropska modifikacija kisika čije se molekule sastoje od tri kisikova atoma. Obje veze između atoma kisika su jednako dugačke, što upućuje na to da u molekuli ozona ne postoji dvostruka veza, nego da jedan elektronski par istodobno okružuje sve tri jezgre. Prema tome, u molekuli ozona postoje delokalizirani elektroni.

Rezonancijske strukture označavaju samo jednu vrstu molekula s delokaliziranim elektronima, a ne smjesu strukturno različitih molekula koje brzo prelaze jedna u drugu.
Kada ljeti, nakon olujnog pljuska s grmljavinom, osvane vedar i sunčan dan, osjeti se miris "svježeg zraka". To je miris ozona u vrlo malim koncentracijama. Miris ozona osjeti se u zraku već pri volumnom udjelu 1ppm.
Ozon u prirodi nastaje u nižim slojevima atmosfere (troposferi) i u višim slojevima atmosfere (stratosferi; gdje ga najviše i ima - na visini 20 - 25 km od tla). U stratosferi nastaje iz elementarnog kisika. On apsorbira ultraljubičasto zračenje koje dolazi sa Sunca i čije je djelovanje štetno za žive organizme. Bez stratosferskog ozona, život na Zemlji ne bi bio moguć. Količina ozona u troposferi u prvih 5km iznad tla stalno raste, što je posljedica povećanja prometa i industrije.
Razna tehnološka dostignuća (npr. mlazni zrakoplovi), kao i uporaba novih organskih tvari, uzrokovali su smanjenje koncentracije ozona. Posljedica toga je razrjeđivanje ozonskog sloja, odnosno, kako je to slikovito nazvano, stvaranje "ozonskih rupa". Prve rupe su otkrivene iznad Antarktike 1985. godine.

Ozon se općenito dobiva međusobnom rekacijom atomnog i molekulnog kisika. Za dobivanje atomnog kisika treba dovesti energiju najčešće u obliku UV-zračenja ili visokog izmeničnog napona. U laboratoriju se dobiva u ozonizatorima električnim izbijanjem u atmosferi kisika.

Smjesa u cijevi ozonizatora se hladi, jer se dobiveni ozon brzo raspada. U smjesi dobivenoj u ozonizatoru je volumni udio ozona 15 %. Čist ozon može se dobiti ukapljivanjem dobivene smjese tekućim zrakom i frakcijskom destilacijom.

Osim u ozonizatoru (koji se pojnajčešće koristi za pročiščavanje rijeka), ozon se u laboratoriju može dobiti reakcijom kalijevog permanganata i koncentrirane sumporne kiseline.
Međunarodni dan očuvanja ozonskog sloja obilježava se 16. rujna.

### Uporaba ozona
Ozon je štetan za zdravlje jer nadražuje dišne organe, veće koncentracije izazivaju glavobolju, mučninu i povraćanje, a mogu izazivati i smrt. Poslije fluora je najjače oksidacijsko sredstvo, pa se na tom svojstvu osniva njegova uporaba. Služi za sterilizaciju vode, operacijskih, kino i sportskih dvorana (za ubijanje mikroorganizama), zatim u farmaceutskoj, kozmetičkoj, tiskarskoj industriji te u industriji papira, tekstila i umjetnih materijala.

1987.g. donesen je Montrealski protokol - sporazum kojim se zemlje potpisnice obvezuju na smanjenje uporabe freona za 50 %.

## Freon
Freoni su fluorirani i klorirani derivati jednostavnih ugljikovodika, koji oštećuju ozon. Kao sintetski spojevi dobiveni su još 1928. godine. Lako se proizvode i nisu izravno štetni na ljudsko zdravlje, nisu korozivni, a vrlo su postojani. Imaju široku primjenu, npr. u rashladnim uređajima, hladnjacima, te kao potisni plinovi u sprejevima.
Budući da su nereaktivni i hlapljivi, godinama difundiraju u sve više slojeve atmosfere do stratosfere. Iz molekula freona, djelovanjem sunčeve svjetlosti, oslobađaju se atomi klora. Atom klora reagira s molekulom ozona, pri čemu nastaju kisik i reaktivni klorov (II) oksid, nazvan i "dimeći pištolj". Njegovom reakcijom s atomom kisika, atom klora se ponovo oslobađa i niz reakcija se ponavlja. Tako samo jedan atom klora može razoriti nekoliko tisuća molekula ozona.
U navedenim reakcijama atom klora mogao bi se smatrati katalizatorom koji višestruko ubrzava raspad ozona.
Čak i kada bi se potpuno obustavila upotreba freona, bilo bi potrebno stotinjak godina da nestanu iz atmosfere. 

## Voda
Najrasprostranjeniji spoj kisika na zemlji je voda.

Voda je prisutna u svakom organizmu i nužna je za život svih živih bića. Voda je reaktant, ali i produkt u mnogim reakcijama. Reagira s nekim metalima i nemetalima, kao i s njihovim oksidima.

Iako je voda dobro otapalo za mnoge soli, samo s nekima i reagira.
Voda ima osobinu da lako otapa mnoge tvari, pa tako, u svom kružnom toku u prirodi, voda otopi dio tvari s kojima se susretne bez obzira na to jesu li te tvari krute, tekuće ili plinovite. Voda koja ima male količine otopljenih tvari naziva se meka voda, a voda koja sadrži veće količine otopljenih minerala naziva se tvrda voda.
Dan voda se obilježava 22. ožujka.

## Laboratorijsko dobivanje i kemijska svojstva kisika
Kisik se u laboratoriju može dobiti iz spojeva bogatih kisikom koji ga relativno lako otpuštaju.
Zagrijavanjem kalijevog permanganata nastaje kisik (koji se dokazuje tinjajućom triješčicom). Kalijev permanganat se razlaže na kisik, manganov(IV) oksid i kalijev manganat (K2MnO4).
2 KMnO4(s) --> K2MnO4(s) + MnO2(s) + O2(g)
Osim iz kalijeva permanganata kisik možemo dobiti termičkihm raspadom i nekih drugih spojeva, primjerice kalijeva klorata (KClO3), kalijeva nitrata (KNO3), živina(II) oksida (HgO).
a) Zgrijavanjem kalijeva klorata razvija se kisik, čije se nastajanje ubrzava dodatkom katalizatora manganova(IV) oksida.
2KClO3(s) --->(MnO2)---> 2 KCl(s) + 3 O2(g)
b) Sumpor gori na zraku plavičastim plamenom, a u čistom kisiku intenzivnim plavim plamenom.
S(s) + O2(g) ---> SO2(g)
Nastali sumporov(IV) oksid ima kisela svojstva, što dokazuje promjena boje indikatora.
c) Željezna vuna vrlo intenzivno izgara u kisiku stvarajući mnogo iskrica.
3 Fe(s) + 2 O2(g) --> Fe3O4(s)
Produkt gorenja je složeni željezov oksid FeO x Fe2O3.
U čistom kisiku procesi oksidacije i izgaranja napreduju brže i burnije nego s kisikom iz zraka.
Na sličan način se može objasniti i zašto ljudi ne mogu živjeti u čistom kisiku. Udisanjem zraka u kojem je O2 = 21 %, reakcije oksidacije u organizmu odvajaju se sporije, što odgovara našem metabolizmu.
Osim gorenja i disanja, značajna reakcija s kisikom je korozija, osobito metala.
Kisik zbog velike reaktivnosti, osim s navedenim elementima, reagira i s većinom nemetala i metala.
S nemetalima većinom stvara kisele okside, a s metalima bazične okside, perokside ili superokside. Zbog iako pozitivnog redukcijskog elektrodnog potencijala, kisik je najvažnije oksidacijsko sredstvo, pa se upravo na tom svojstvu temelji njegova uporaba.

### Industrijsko dobivanje kisika
Laboratorijski načini dobivanja kisika preskupi su za industrijske potrebe, pa se u tu svrhu kisik dobiva iz dviju vrlo pristupačnih i jeftinih sirovina - zraka i vode.
Iz zraka se dobiva kontinuiranom frakcijskom destilacijom tekućeg zraka, jer su vrelišta dušika (N2 = -196°C) i kisika različita.
Najprije se iz zraka uklone (zrak se očisti) prašina, ugljikov(IV) oksid, vlaga i druge primjese, pa se zatim ukapljuje najčešće u Lindeovim postupkom kojim se mogu postići temperature niže od -200°C.

U Lindeovu se uređaju zrak najprije komprimira. Pri tome se zagrije pa se hladi vodom. Prolaženjem kroz prigušeni ventil naglo se širi i još jače ohladi. Tako ohlađeni ekspandirani zrak vraća se u kompresor i usput u izmjenjivaču topline hladi zrak koji će se tek ekspandirati. Prije ponovnog ulaska u kompresor dovodi se potrebna količina novog zraka. Proces se ponavlja dok se zrak ne ohladi dovoljno da se ukaplji (-200°C).
Dobiveni tekući zrak dovodi se u kolonu za frakcijsku destilaciju, koja se grije odozdo, pa tekući zrak počinje isparavati. Kako je dušik hlapljiviji sastojak, pare tekućeg zraka koje se kreću prema vrhu kolone obogaćuju se dušikom, dok se tekući kisik kao teže hlapljiv sastojak spušta niz kolonu u pri dnu odvodi iz kolone.

Ovim se postupkom ne dobiju odmah čisti kisik i dušik, jer dobivene frakcije uvijek sadrže plemenite plinove. Za dobivanje vrlo čistog kisika, kao i za dobivanje plemenitih plinova, svaku frakciju valja ponovo nekoliko puta frakcijski destilirati.

Nešto skuplji (i zato rjeđi) način dobivanja kisika je elektroliza vode. Pritom se na anodi dobiva potpuno čist kisik. Primjenjuje se kad je uz kisik potreban i vodik ili tamo gdje ima dovoljno jeftine električne energije.

## Primjena i uporaba kisika
Kisik je plin neophodan za održavanje i razvoj gotovo svih živih organizama jer sudjeluje u raznim biokemijskim procesima.
Kratkotrajno udisanje čistog kisika nije štetno, ali duže udisanje šteti organizmu. Čovjek je osjetljiv na promjene tlaka i koncentracije kisika, međutim ako je izlaganje promjeni postupno (npr. penjanje na velike visine, ali kroz nekoliko dana), organizam se do određene mjere može prilagoditi takvoj promjeni. Našem organizmu najviše pogoduje parcijalni tlak kisika od 21 kPa, što odgovara volumnom udjelu kisika u atmosferi.
Određene količine kisika pohranjene u napravama za disanje upotrebljavaju piloti, ronioci, vatrogasci ali i bolesnici s teškoćama pri disanju.
Veliki potrošaći kisika su industrije čelika, stakla, glazura i emajla. Koristi se pri rezanju i zavarivanju metala, te kao raketno gorivo u smjesi s vodikom. Tijekom 6 i pol minuta nakon lansiranja, raketni motor Space Shuttlea potroši više od 500 000 litara tekućeg kisika, koji izgara s tekućim vodikom.

## Kružni tok kisika
Život na Zemlji rezultat je evolucije temeljene na Sunčevoj energiji, prisutnosti elementarnog kisika i njegovih spojeva ugljikova(IV) oksida i vode. Vjerojatno je sav elementarni kisik prisutan u atmosferi nastao fotosintezom. Iako se stalno troši za životne procese organizama koji dišu, za gorenje i idustrijske procese, njegov je volumni udio u zraku stalan. Dakle, uspostavljena je prirodna dinamička ravnoteža - njegov kružni tok.

Kružni tok kisika je složen, jer se kisik u prirodi osim elemenataran, javlja i u vrlo mnogo kemijskih spojeva. Pojednostavljeno ga možemo opisati kao proces u kojem sudjeluju biljke, životinje i čovjek sa svojim aktivnostima te Sunčeva energija.

Samo zračni omotač Zemlje s volumnim udjelom kisika od 21% sadrži nepredočive količine od oko 1 200 000 milijardi tona slobodnoga kisika (1,2 x 1014 t).